# Paul Mascart
Paul Mascart (* 18. April 1874 in Condé-sur-Escaut; † 18. November 1958 in Paris) war ein französischer Maler der École de Rouen und Dichter.

## Leben
Paul Mascart wurde 1874 in Condé-sur-Escaut geboren. Nachdem er dort und in Valenciennes die Grundschule besucht hatte, wurde er durch einen Zufall Normanne: Mit 18 Jahren musste er zum Militär und wurde nach Rouen geschickt. Die Stadt faszinierte ihn so sehr, dass er beschloss, dort zu bleiben und am 16. September 1902 zu heiraten. Er besuchte die École des Beaux-Arts de Rouen und wurde Schüler von Philippe Zacharie. Er integriert sich schnell in die lokale Künstlerszene und wird von Lehrern und Kritikern für seine Ernsthaftigkeit und seine Fortschritte in der Malerei gelobt.
Mascart arbeitete als Zollbeamter, widmete sich aber in seiner Freizeit der Kunst. Er nimmt an der 37. Exposition Municipale de Rouen teil und veröffentlicht 1905 einen Gedichtband. 1906 gründet er die Zeitschrift Ma Normandie und initiiert die Société des Artistes Rouennais, deren erste Ausstellung 1907 stattfindet. Er zeigt dort elf Werke und stellt in den folgenden Jahren regelmäßig aus.
Während des Ersten Weltkriegs blieb er künstlerisch aktiv und zeigte seine Werke in mehreren Ausstellungen zugunsten der Soldaten. Nach dem Krieg stellte er 1919 in Rouen aus und eröffnete 1920 seine erste Einzelausstellung in Paris. Sein Engagement und sein Talent führten dazu, dass er regelmäßig in den wichtigsten Pariser Salons ausstellte.
1926 wurde Mascart zum Zollinspektor ernannt und 1929 nach Nouméa in Neukaledonien versetzt. Dort lebte er sechs Jahre und sammelte zahlreiche Eindrücke, die sein späteres Werk prägen. Nach seiner Rückkehr nach Paris widmete er sich ganz der Malerei.
1951, im Alter von 78 Jahren, reiste er nach Martinique, wo er, inspiriert von Landschaft und Kultur, weitere Werke schuf. Nach seiner Rückkehr nach Frankreich malte er ein bedeutendes Wandgemälde für die Residenz des Präfekten von Fort-de-France. In den letzten Jahren seines Lebens blieb er künstlerisch aktiv und starb am 18. November 1958 in Paris.